# Sapintus golbachi
Sapintus golbachi es una especie de coleóptero de la familia Anthicidae.

## Distribución geográfica
Habita en Argentina.